# Vincent Dubois (humoriste)
Pour les articles homonymes, voir Dubois et Vincent Dubois.
Vincent Dubois, né le 14 juin 1964 à Fontenay-aux-Roses (Seine), est un humoriste et comédien français. Il forme avec Jean-Christian Fraiscinet le duo comique Les Bodin's.

## Biographie
Bien que né en région parisienne, c'est à Abilly, en Indre-et-Loire, qu'il grandit aux côtés de ses cinq frères et sœurs. Après des études secondaires, il devient ébéniste puis ambulancier. En 1988, il fait ses premiers pas sur scène dans une petite salle de Tours, Le Petit Québec ; tour de chant ponctué de sketchs. 
C'est en exerçant son métier d'ambulancier qu'il rencontre Maria, une grand-mère tombée de son solex et qui va lui inspirer le personnage de Maria Bodin pour son premier spectacle Les aventures Solexines de la Maria Bodin.
En 1994, Vincent rencontre Jean-Christian Fraiscinet. Ensemble ils créent le duo Les Bodin's dans lequel Vincent reprend le personnage de Maria, une vieille dame despotique de 87 ans et Jean-Christian crée le personnage de Christian son fils célibataire.
Parallèlement, Vincent est metteur en scène et dirige un cours de théâtre à Abilly, il travaille également pour la radio, le cinéma et la télévision.

## Théâtre
- 1989 : Les aventures Solexines de Maria Bodin, Théâtre des Blancs-Manteaux
- 1989 : Le cul entre deux chaises
- 1993 : Maria Bodin, mise en scène Michel Boullerne
- 1995 : Les Bodin’s en duo
- 1999 - 2000 : Les Bodin's (Au Mélo d'Amélie puis à la Comédie Caumartin) (2e version de Mère & Fils), mise en scène Marie Pascale Osterrieth
- 2000 - 2006 : L’Inauguration de la salle des fêtes
- 2001 - 2004 : Les Bodin's : Mère & fils, mise en scène Marie Pascale Osterrieth
- 2004 : En attendant le sous-préfet
- Depuis 2005 : Les Bodin’s : Grandeur nature (Évènement estival annuel)
- 2006 - 2010 : Les Bodin's : Bienvenue à la capitale
- 2011 - 2014 : Les Bodin's : Retour au pays produit par Claude Cyndecki (Cheyenne Productions)[4].
- 2015 - 2023 : Les Bodin’s Grandeur nature produit par Claude Cyndecki (Cheyenne Productions)[5].
- 2023 : Au plus près des Bodin's

## Filmographie

### Cinéma
- 2001 : J'ai faim !!! de Florence Quentin
- 2004 : Cause toujours ! de Jeanne Labrune
- 2005 : Olé ! de Florence Quentin
- 2005 : Le Démon de midi de Marie-Pascale Osterrieth
- 2007 : Entre adultes de Stéphane Brizé
- 2008 : Mariage chez les Bodin's d'Éric Le Roch
- 2008 : Pour elle de Fred Cavayé
- 2010 : Amélie au pays des Bodin's d'Éric Le Roch
- 2013 : La Braconne de Samuel Rondière
- 2021 : Les Bodin's en Thaïlande de Frédéric Forestier
- 2025 : Les Bodin’s partent en vrille de Frédéric Forestier

### Télévision
- 2008 : Chez Maupassant, épisode L'ami Joseph
- 2009 : La Reine et le Cardinal de Marc Rivière
- 2010 : Vidocq - Le Masque et la Plume, téléfilm de Hervé Korian
- 2011 : Chez Maupassant, épisode Le Vieux
- 2011 : Victor Sauvage, épisode La Petite Sœur des Gorilles
- 2011 : Le Roi, l'Écureuil et la Couleuvre, téléfilm de Laurent Heynemann
- 2012 : La Disparition, téléfilm de Jean-Xavier de Lestrade
- 2012 : Les affaires sont les affaires, téléfilm de Philippe Bérenger
- 2012: Le Sang de La Vigne, épisode Boire et Déboires en Val-de-Loire
- 2013 : Les Vieux Calibres, téléfilm de Marcel Bluwal et Serge De Closets
- 2015 : La Loi d'Alexandre, épisode Comme des frères
- 2016 : La Loi d'Alexandre, épisode Le Portrait de sa mère
- 2017 : Manon 20 ans, série de Jean-Xavier de Lestrade
- 2021 : Capitaine Marleau, épisode Claire obscure
- 2021 : Le voyageur, épisode Au bout de la nuit
- 2024 : Les Bodin's enquêtent en Corse de Thierry Binisti

### Scénariste
- 2008 : Mariage chez les Bodin's d'Éric Le Roch, coécrit avec Jean-Christian Fraiscinet
- 2010 : Amélie au pays des Bodin's d'Éric Le Roch, coécrit avec Jean-Christian Fraiscinet
- 2021 : Les Bodin's en Thaïlande de Frédéric Forestier, coécrit avec Jean-Christian Fraiscinet et Frédéric Forestier
- 2024 : Les Bodin's enquêtent en Corse de Thierry Binisti
- 2025 : Les Bodin’s partent en vrille de Frédéric Forestier coécrit avec Jean-Christian Fraiscinet et Frédéric Forestier

## Distinctions
- Devos de l'humour 1992 : prix spécial du Jury pour Maria Bodin[6]
- Festival de Tournon-Saint-Martin 1992 : 1er prix pour Maria Bodin[7]